# Roald Larsen
Roald Larsen   (Christiania, 1 de febrer de 1898 - Oslo, 28 de juliol de 1959) fou un patinador de velocitat sobre gel noruec, un dels més importants de la dècada del 1920.

## Biografia
Va néixer el 2 de gener de 1898 a la ciutat d'Oslo, fill del vidrier Hans Jacob Larsen i de Lydia Larsen. En finalitzar la seva carrera esportiva continuà la professió del seu pare fundant l'empresa Roald Larsen AS.
Va morir a la seva residència d'Oslo el 28 de juliol de 1959.

## Carrera esportiva
Membre del Kristiania Skøiteklub  l'any 1924 es convertí en campió d'Europa de patinatge de velocitat sobre gel, així com campió del seu país i en els Jocs Olímpics d'hivern de 1924 disputats a Chamonix (França) aconseguí guanyar cinc medalles en les proves de velocitat: bronze en les proves de 500, 5.000 i 10.000 metres i plata en les proves de 1.500 i de combinada, esdevenint juntament amb Clas Thunberg l'esportista més guardonat dels Jocs.
En els Jocs Olímpics d'hivern de 1928 disputats a Sankt Moritz (Suïssa) participà en les proves de 500 metres, on quedà tercer; en la prova de 1.500 metres, on quedà quart; i en la prova de 10.000 metres, on finalment abandonà abans de finalitzar la prova.

### Rècords del món
Al llarg de la seva carrera realitzà un rècord mundial:
| Prova | Temps | Data                | Seu   |
| ----- | ----- | ------------------- | ----- |
| 500 m | 43.1  | 4 de febrer de 1928 | Davos |

Font: ISU.org 

### Rècords personals
| Prova    | Temps   | Data                 | Seu       | Rècord del món |
| -------- | ------- | -------------------- | --------- | -------------- |
| 500 m    | 43.1    | 4 de febrer de 1928  | Davos     | 43.4           |
| 1.000 m  | 1:31.8  | 3 de febrer de 1929  | Hamar     | 1:31.8         |
| 1.500 m  | 2:21.3  | 1 de gener de 1928   | Oslo      | 2:17.4         |
| 3.000 m  | 5:21.7  | 5 de març de 1935    | Tønsberg  | -              |
| 5.000 m  | 8:34.4  | 10 de febrer de 1924 | Kongsberg | 8:26.5         |
| 10.000 m | 17:40.3 | 17 de febrer de 1924 | Oslo      | 17:22.6        |

Larsen l'any 1929 igualà el rècord en la distància de 1.000 m. d'Oscar Mathisen.